# Liste der Biografien/Lint
Liste der Biografien |
Portal Biografien |
Personensuche
# |
A |
B |
C |
D |
E |
F |
G |
H |
I |
J |
K |
L |
M |
N |
O |
P |
Q |
R |
S |
T |
U |
V |
W |
X |
Y |
Z |
?
 
La |
Lb |
Lc |
Le |
Lg |
Lh |
Li |
Lj |
Ll |
Lm |
Lo |
Lp |
Lt |
Lu |
Lv |
Lw |
Lx |
Ly |
Lz
 
Lia |
Lib |
Lic |
Lid |
Lie |
Lif |
Lig |
Lih |
Lii |
Lij |
Lik |
Lil |
Lim |
Lin |
Lio |
Lip |
Liq |
Lir |
Lis |
Lit |
Liu |
Liv |
Liw |
Lix |
Liy |
Liz
 
Lina |
Linb |
Linc |
Lind |
Line |
Linf |
Ling |
Linh |
Lini |
Linj |
Link |
Linl |
Linn |
Lino |
Linp |
Lins |
Lint |
Linu |
Linv |
Linw |
Linx |
Liny |
Linz
Die Liste der Biografien führt alle Personen auf, die in der deutschsprachigen Wikipedia einen Artikel haben. Dieses ist eine Teilliste mit 54 Einträgen von Personen, deren Namen mit den Buchstaben „Lint“ beginnt.

## Lint
- Lint, Derek de (* 1950), niederländischer SchauspielerDerek de Lint (* 1950)

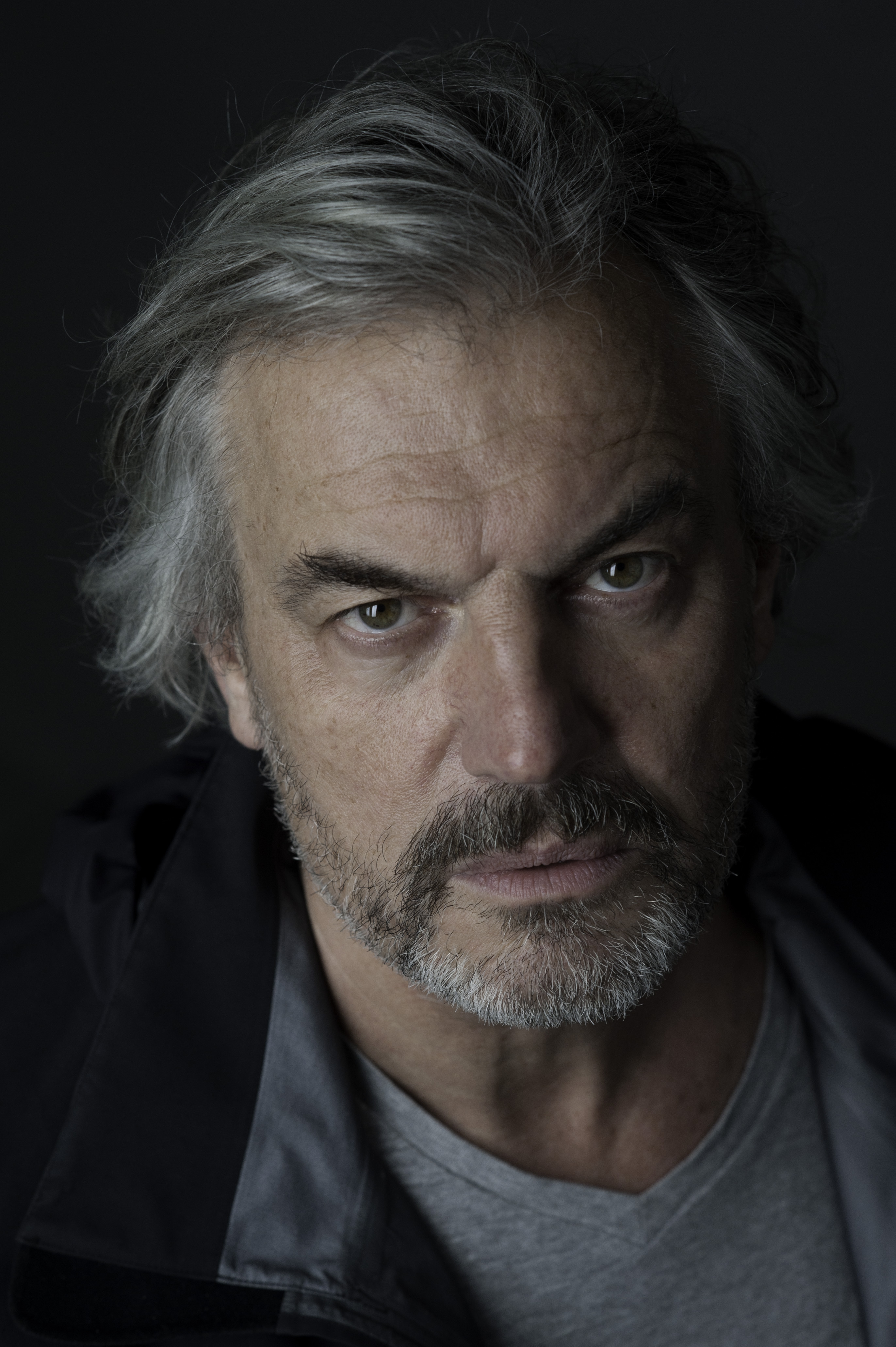
Derek de Lint (* 1950)

- Lint, Jacinta van (* 1978), australische Schwimmerin
- Lint, Jacobus van (1932–2004), niederländischer Mathematiker
- Lint, Louis van (1909–1986), belgischer Maler
- Lint, Theo van (* 1957), niederländischer Armenologe
- Lint, Werner (* 1978), österreichischer Handballspieler

### Linte
- Lintelo, Jan van, deutscher Maler und Glasmaler
- Linteris, Gregory T. (* 1957), US-amerikanischer Astronaut
- Lintern, Richard (* 1962), englischer Theater- und Filmschauspieler

### Linth
- Linthicum, John (1948–2008), amerikanischer Schriftsteller
- Linthicum, John Charles (1867–1932), US-amerikanischer Politiker
- Linthorst Homan, Johannes (1903–1986), niederländischer Politiker und Funktionär
- Linthorst, Evert (* 2000), niederländischer Fußballspieler
- Linthorst, Tim (* 1994), niederländischer Fußballspieler

### Linti
- Linti, Gerald (* 1962), deutscher Chemiker und Hochschullehrer
- Lintig, Sigrid von (* 1965), deutsche Malerin
- Lintilä, Mika (* 1966), finnischer Politiker
- Lintilhac, Eugène (1854–1920), französischer Romanist und Politiker
- Lintin, Ivan (* 1984), englischer Motorradrennfahrer

### Lintj
- Lintjens, Sven (* 1976), deutscher Fußballspieler

### Lintl
- Lintl, Alexander (* 1960), österreichischer Bühnen- und Kostümbildner
- Lintl, Hannes (1924–2003), österreichischer Architekt
- Lintl, Jessi (* 1956), österreichische Politikerin (TS, FPÖ), Abgeordnete zum Nationalrat
- Lintl, Raffaela, deutsche Opernsängerin (Sopran)

### Lintn
- Lintner, Carl (1828–1900), deutscher Brauwissenschaftler
- Lintner, Eduard (* 1944), deutscher Politiker (CSU), MdBEduard Lintner (* 1944)

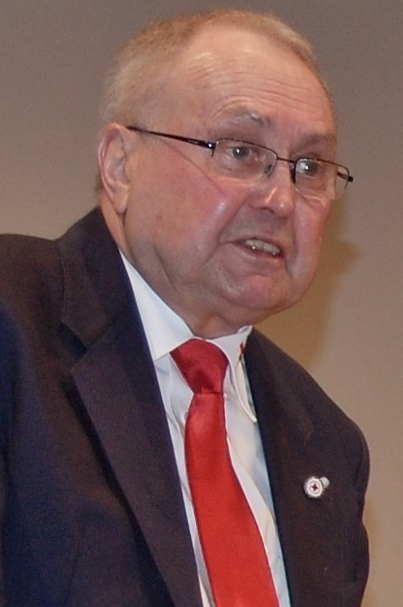
Eduard Lintner (* 1944)

- Lintner, Ernst (* 1943), österreichischer Opernsänger (Tenor)
- Lintner, John (1916–1983), US-amerikanischer Wirtschaftswissenschaftler und Hochschullehrer
- Lintner, Karl (1855–1926), deutscher Brauwissenschaftler
- Lintner, Luis (1940–2002), italienischer (Südtirol) Missionar in Brasilien
- Lintner, Martin M. (* 1972), italienischer römisch-katholischer Theologe
- Lintner, Richard (* 1977), slowakischer Eishockeyspieler

### Linto
- Linton, Arthur (1868–1896), britischer Radrennfahrer
- Linton, Lennox (* 1972), dominicanischer Politiker
- Linton, Ralph (1893–1953), US-amerikanischer Kulturanthropologe
- Linton, Tom (1876–1915), britischer Radrennfahrer
- Linton, William S. (1856–1927), US-amerikanischer Politiker
- Lintorff, Konrad von († 1462), Bischof von Havelberg
- Lintott, Andrew (* 1936), britischer Historiker
- Lintott, Jazz (* 1986), britischer Schauspieler und Filmproduzent

### Lintr
- Lintrop, Aado (* 1956), estnischer Schriftsteller und Folklorist
- Lintrop, Jaan (1885–1962), estnischer Schriftsteller und Journalist

### Lints
- Lintschewski, Daniil Lwowitsch (* 1990), russischer Schachmeister

### Lintu
- Lintu, Hannu (* 1967), finnischer Dirigent

### Lintz
- Lintz Maués, Igor (* 1955), österreichischer Komponist brasilianischer Herkunft
- Lintz, Dieter (1959–2014), deutscher Journalist
- Lintz, Eduard (1818–1878), deutscher Arzt, Journalist und Politiker
- Lintz, Friedrich (1749–1829), deutscher Jurist und Hochschullehrer
- Lintz, Gertrude (1880–1968), US-amerikanische Hundezüchterin, Tierhalterin und Autorin
- Lintz, Mackenzie (* 1996), US-amerikanische Schauspielerin
- Lintz, Madison (* 1999), US-amerikanische SchauspielerinMadison Lintz (* 1999)

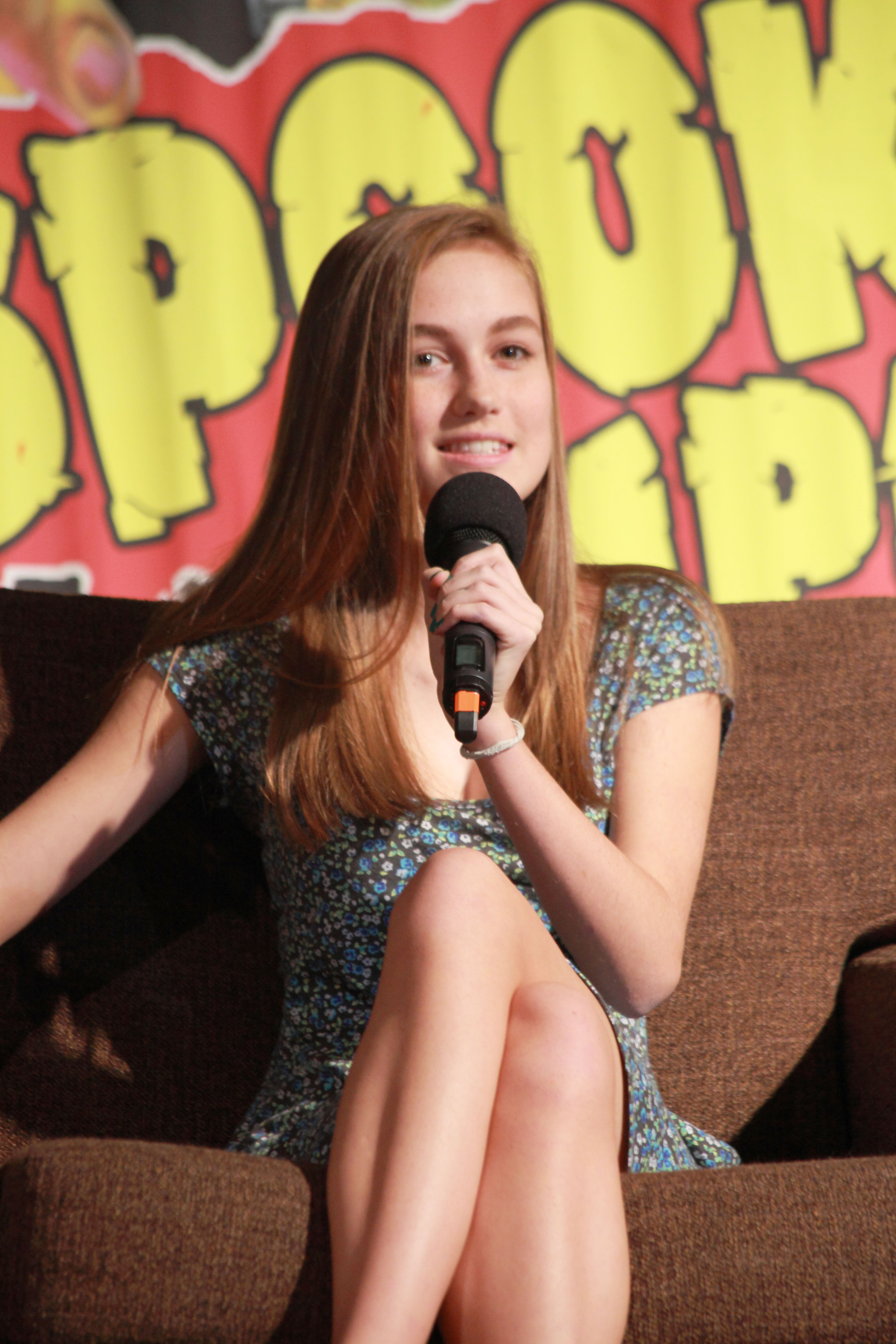
Madison Lintz (* 1999)

- Lintz, Matt (* 2001), US-amerikanischer Schauspieler
- Lintzel, Martin (1901–1955), deutscher Historiker
- Lintzén, Nina (* 1978), schwedische Skilangläuferin